# Omicidio di Cheri Jo Bates
L'omicidio di Cheri Jo Bates è un omicidio irrisolto avvenuto a Riverside, in California, il 30 ottobre 1966. La vittima, una matricola del Riverside City College di 18 anni, è stata pugnalata a morte nel college che frequentava. La polizia ha stabilito che l'aggressore aveva disattivato il cavo della bobina di accensione e il distributore del Maggiolino Volkswagen di Bates come metodo per attirarla fuori dalla sua auto mentre studiava nella biblioteca del college.
L'omicidio di Bates è stato molto pubblicizzato sia per la sua natura graficamente violenta, sia per il fatto che è considerata da alcuni investigatori la prima vittima dell'omicidio dello Zodiac Killer, sebbene questa teoria non sia mai stata confermata in modo definitivo.

## La vittima
Cheri Josephine Bates era nata a Omaha, Nebraska, il 4 febbraio 1948. Era la più giovane di due figli nati da Joseph e Irene (nata Karolevitz) Bates. La famiglia Bates si trasferì in California nel 1957, dove suo padre trovò lavoro come macchinista presso il Corona Naval Ordnance Laboratory. Bates si era diplomata alla Ramona High School, dove era stata una studentessa d'onore. Descritta come una "ragazza dolce ed estroversa" dai conoscenti, aspirava a diventare assistente di volo.
Dopo essersi diplomata alla Ramona High School, Bates si iscrisse al Riverside City College (RCC) e trovò un lavoro part-time presso la Riverside National Bank. I suoi risparmi, oltre allo stipendio di questo lavoro part-time, aiutarono a pagare per un Maggiolino Volkswagen verde lime del 1960, un veicolo che era orgogliosa di possedere. Bates viveva da sola con suo padre al 4195 di Via San Jose, i suoi genitori avevano divorziato nel 1965. Anche sua madre viveva a Riverside e suo fratello, Michael Bates, prestò servizio nella Marina degli Stati Uniti.

## L'omicidio
La mattina del 30 ottobre 1966, Bates e suo padre parteciparono alla messa nella chiesa cattolica di Santa Caterina d'Alessandria prima che i due condividessero la colazione in un ristorante locale. Nel primo pomeriggio, Bates decise di visitare la biblioteca del college sia per studiare che per lavorare su un documento di ricerca. È nota per aver telefonato due volte a un'amica intima di nome Stephanie (rispettivamente alle 15:00 e alle 15:45), chiedendole se le sarebbe piaciuto accompagnarla in biblioteca per studiare e recuperare libri, anche se in occasione della seconda telefonata, la sua amica ha rifiutato. Si ritiene che Bates abbia lasciato la sua casa per visitare la biblioteca tra le 16:30 e le 17:00 Suo padre tornò a casa la sera e trovò un biglietto attaccato al frigorifero di famiglia con la scritta: "Papà, sono andata alla biblioteca dell'RCC".
Poco prima che Bates lasciasse la sua casa, ha telefonato a un collega della Riverside National Bank chiedendole se avesse visto una bibliografia di un tesina che lei (Bates) aveva smarrito. Quando la sua collega ha risposto di no, Bates ha risposto: "Ora dovrò ricominciare da capo sui miei biglietti da visita". Un successivo rapporto di un testimone oculare fornito agli investigatori di Riverside ha indicato che Bates ha guidato il suo Maggiolino in direzione di RCC intorno alle 18:10. Questo testimone oculare ha anche affermato che il suo veicolo è stato seguito da vicino da un modello Oldsmobile in bronzo del 1965 o del 1966.
Secondo molti testimoni oculari, Bates ha studiato in biblioteca fino al normale orario di chiusura delle 21:00. Una successiva testimonianza ottenuta da una studentessa RCC affermerebbe che un giovane uomo la cui età stimava essere 19 o 20 e alto circa 180 cm era in agguato nell'ombra dall'altra parte della strada rispetto al veicolo di Bates e aveva fissato la macchina in direzione della sua macchina più o meno nello stesso periodo in cui la biblioteca chiudeva. Sebbene questa testimone non conoscesse l'individuo in agguato all'interno di aree ombreggiate a lato della strada, mentre lei gli passava accanto i due si erano scambiati brevi convenevoli.
Il padre di Bates ha aspettato tutta la notte che sua figlia tornasse a casa prima di presentare una denuncia di scomparsa al dipartimento di polizia di Riverside (RPD) alle 5:43. Ha presentato questo rapporto dopo aver telefonato all'amica intima di Bates, Stephanie, nelle prime ore del mattino solo per essere informato che sua figlia non era nella sua residenza e aveva intenzione di studiare presso la biblioteca dell'RCC la sera precedente, non avendo intenzione di passare la serata lontano da casa. Intorno alle 6:28 del mattino del 31 ottobre, un giardiniere di nome Cleophus Martin ha scoperto il corpo di Bates per motivi di RCC.